# Simone Young
Simone Margaret Young (født 2. marts 1961) er en australsk dirigent. Hun blev født i Sydney. Hendes far har irske rødder og hendes mor kroatiske. Young blev uddannet på Monte Sant'Angelo Mercy College. Hun studerede komposition, klaver og direktion ved Sydneys musikkonservatorium.
Hun var kunstnerisk leder ved Bergen filharmoniske orkester fra 1999 til 2002, hvor hun afløste Dmitrij Kitajenko. 
1. ↑  Navnet er anført på engelsk og stammer fra Wikidata hvor navnet endnu ikke findes på dansk.
2. ↑  Navnet er anført på svensk og stammer fra Wikidata hvor navnet endnu ikke findes på dansk.
3. ↑  Navnet er anført på engelsk og stammer fra Wikidata hvor navnet endnu ikke findes på dansk.